# Rondinella
La rondinella  est un cépage italien de raisins noirs.

## Origine et répartition géographique
Le cépage Rondinella est d'origine inconnue mais il est diffusé depuis longtemps en Italie du nord.
Il est classé cépage d'appoint en DOC Bardolino, Garda Colli Mantovani et Valpolicella.
Notamment cultivé autour du lac de Garde, il est classé recommandé dans la province de Mantoue en Lombardie et dans la province de Vérone en Vénétie. En 1998, il couvrait 2 975 ha.

## Caractères ampélographiques
- Extrémité du jeune rameau cotonneux, vert blanchâtre avec les bords rosés.
- Jeunes feuilles aranéeuses, à plages bronzées.
- Feuilles adultes, à 5 lobes avec des sinus supérieurs fermés ou à bords superposés,  un sinus pétiolaire en U ou en lyre, des dents anguleuses, étroites, un limbe pubescent.

## Aptitudes culturales
La maturité est de troisième époque tardive: 35  jours après le chasselas.

## Potentiel technologique
Les grappes et les baies sont de taille moyenne à grande. La grappe est pyramidale, ailée et moyennement compacte. Le cépage est de bonne vigueur. La rondinella préfère une taille longue donnant ainsi une production abondante et constante.  

## Synonymes
Non connu